# Co-cathédrale du Saint-Nom-de-Jésus de Jérusalem
L'église du Très-Saint-Nom-de-Jésus, construite au XIXe siècle,  est la cocathédrale du patriarcat latin de Jérusalem. Sise à Jérusalem, en Terre sainte, elle abrite la chaire épiscopale du patriarche.

## Historique
La cocathédrale de style néogothique a été construite de 1862 à 1872 à l'initiative du patriarche latin Mgr Giuseppe Valerga (1813-1872) et a été consacrée pour le vingt-cinquième anniversaire de sa consécration en tant que patriarche de Terre sainte, le 11 février 1872. Elle peut accueillir 500 fidèles. Elle est surmontée d'un clocher. Elle a été restaurée entre 1986 et 1988.
Trois papes l'ont récemment visitée, lors de leur pèlerinage en Terre Sainte: Paul VI en 1964, Jean-Paul II en 2000, pour le grand jubilé de l'Année Sainte, et Benoît XVI en 2009.

## Architecture

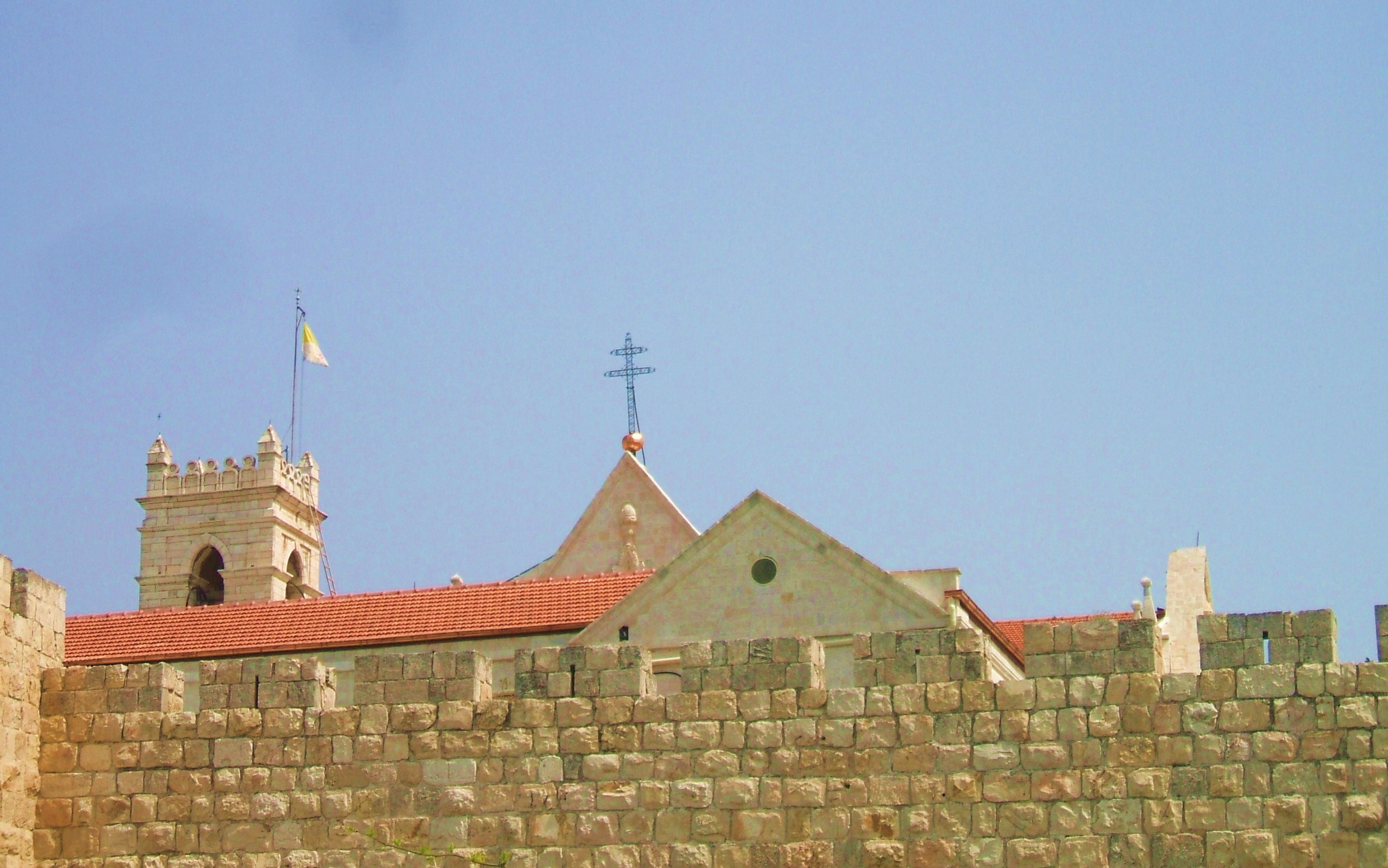
Toiture et clocher de la cocathédrale du Très-Saint-Nom-de-Jésus

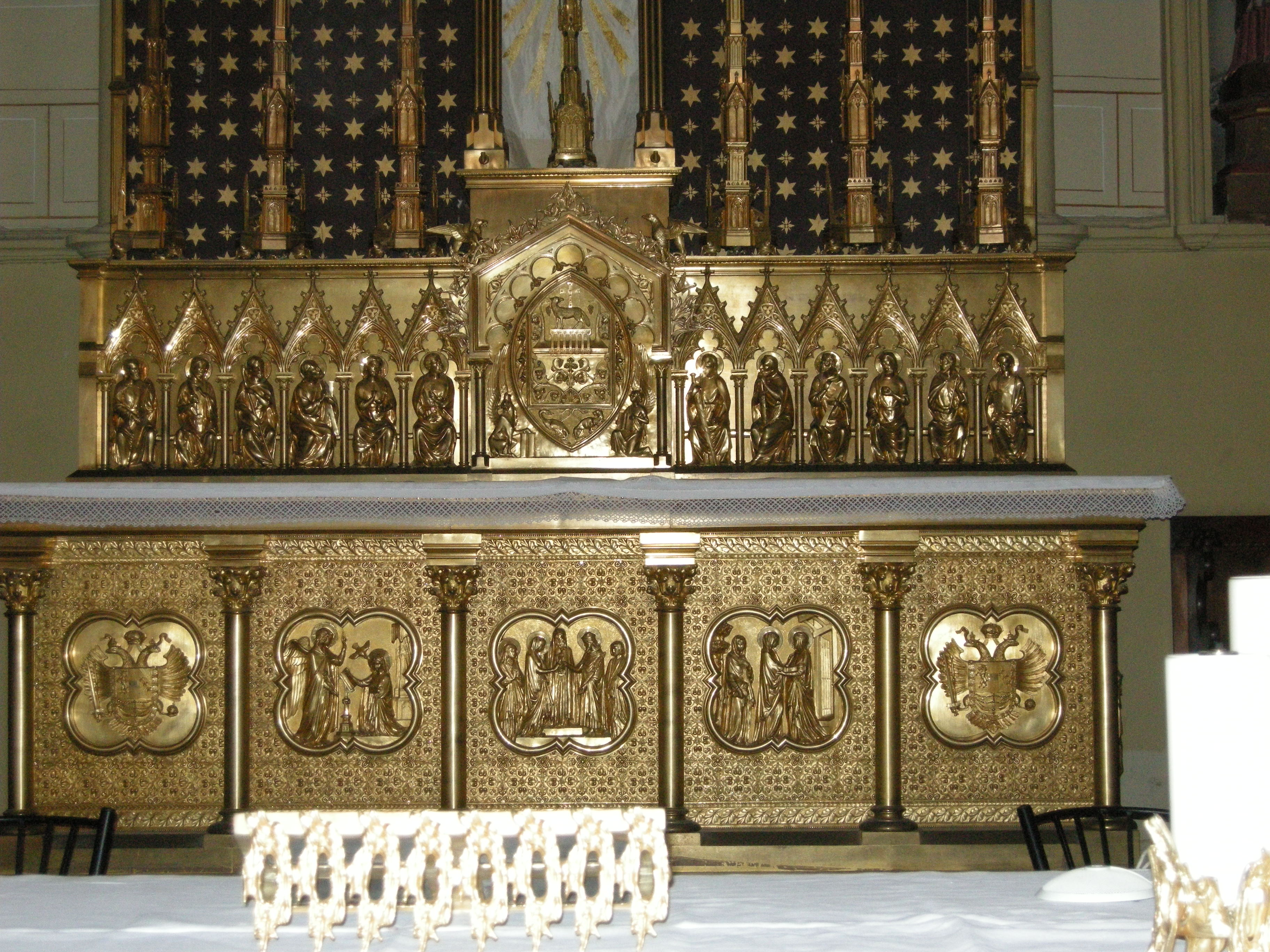
Détail du maître-autel

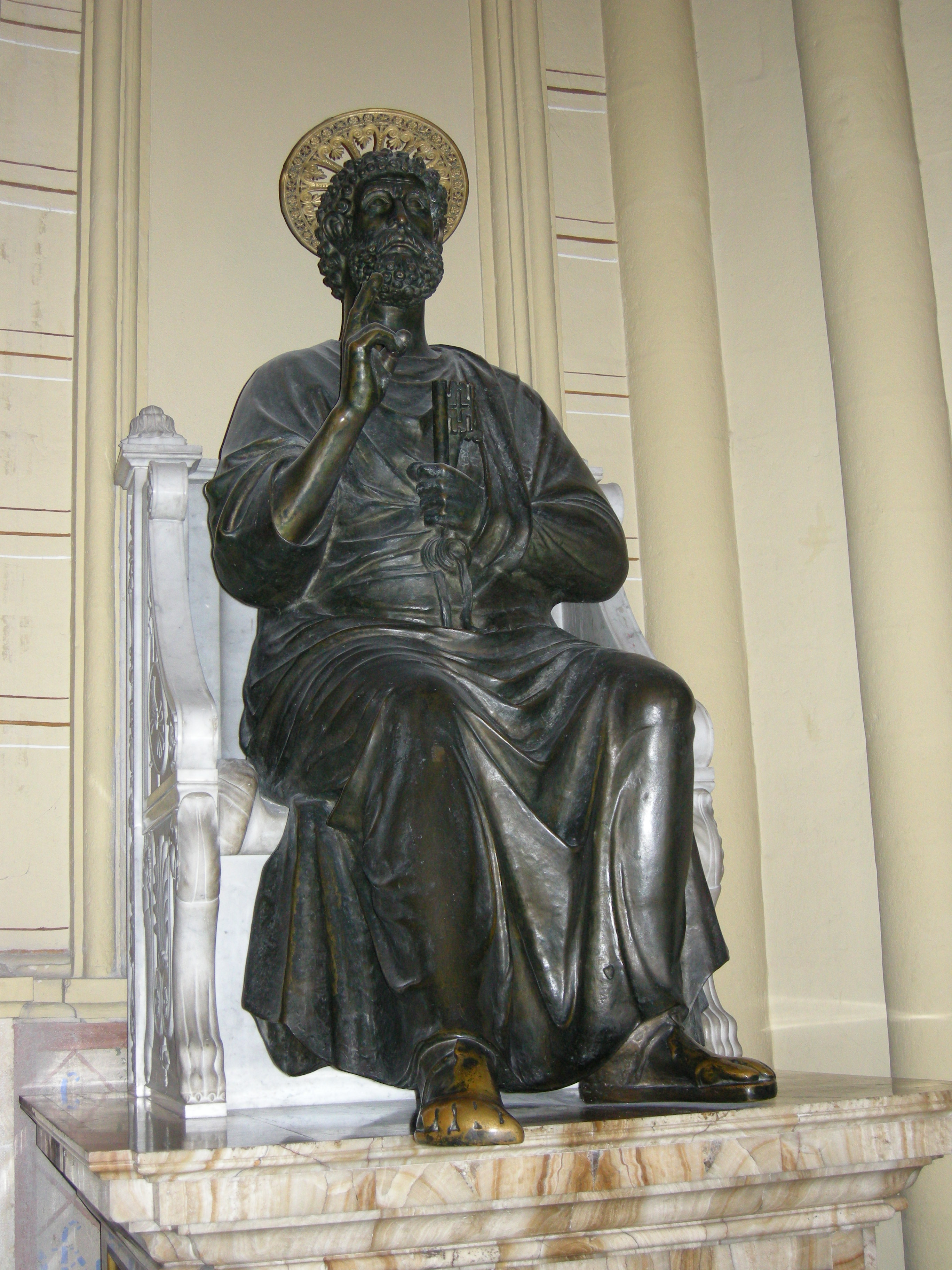
Statue de saint Pierre

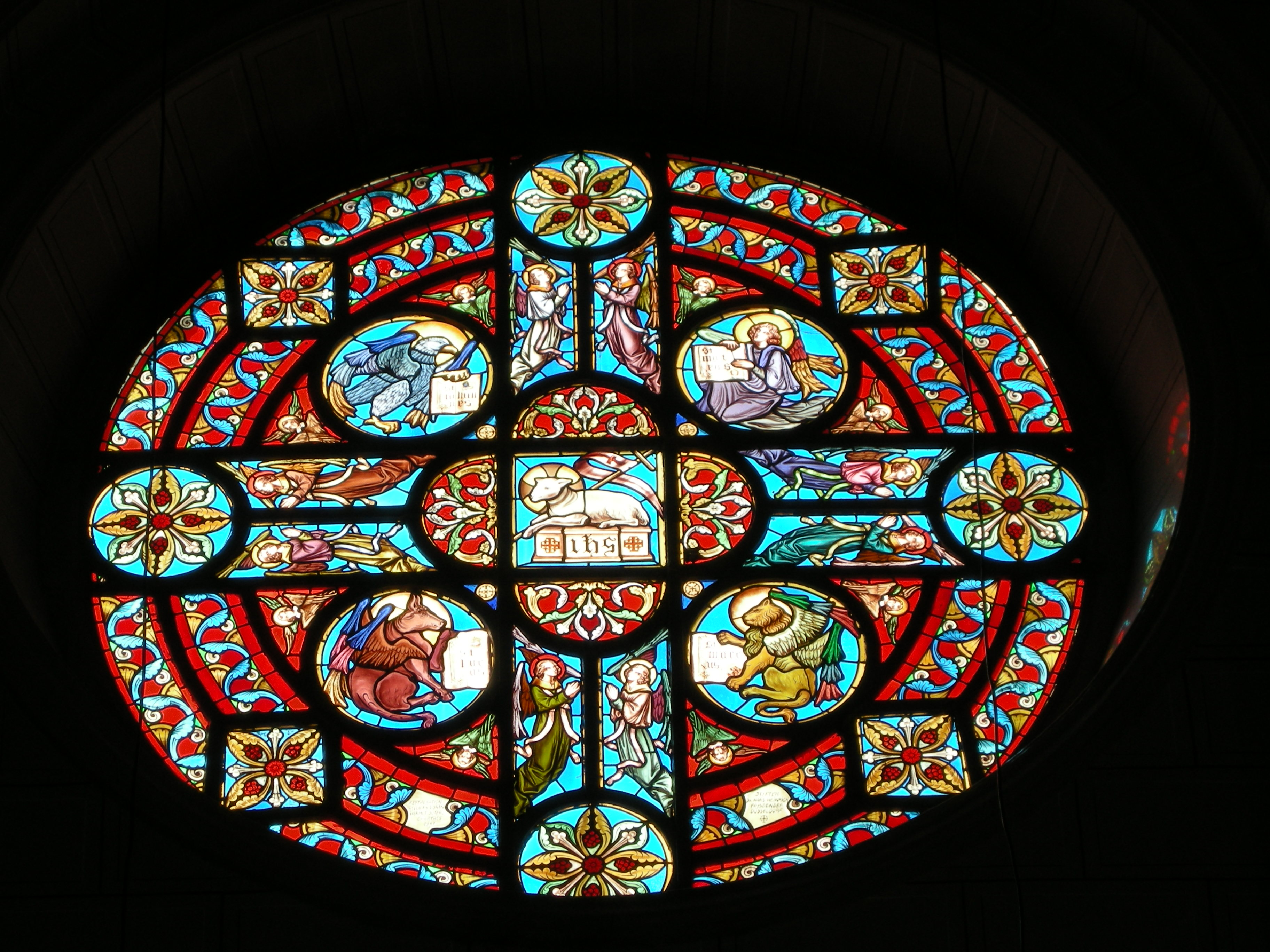
Vitrail représentant l'Agneau pascal, entouré des symboles des Évangélistes, au-dessus du porche

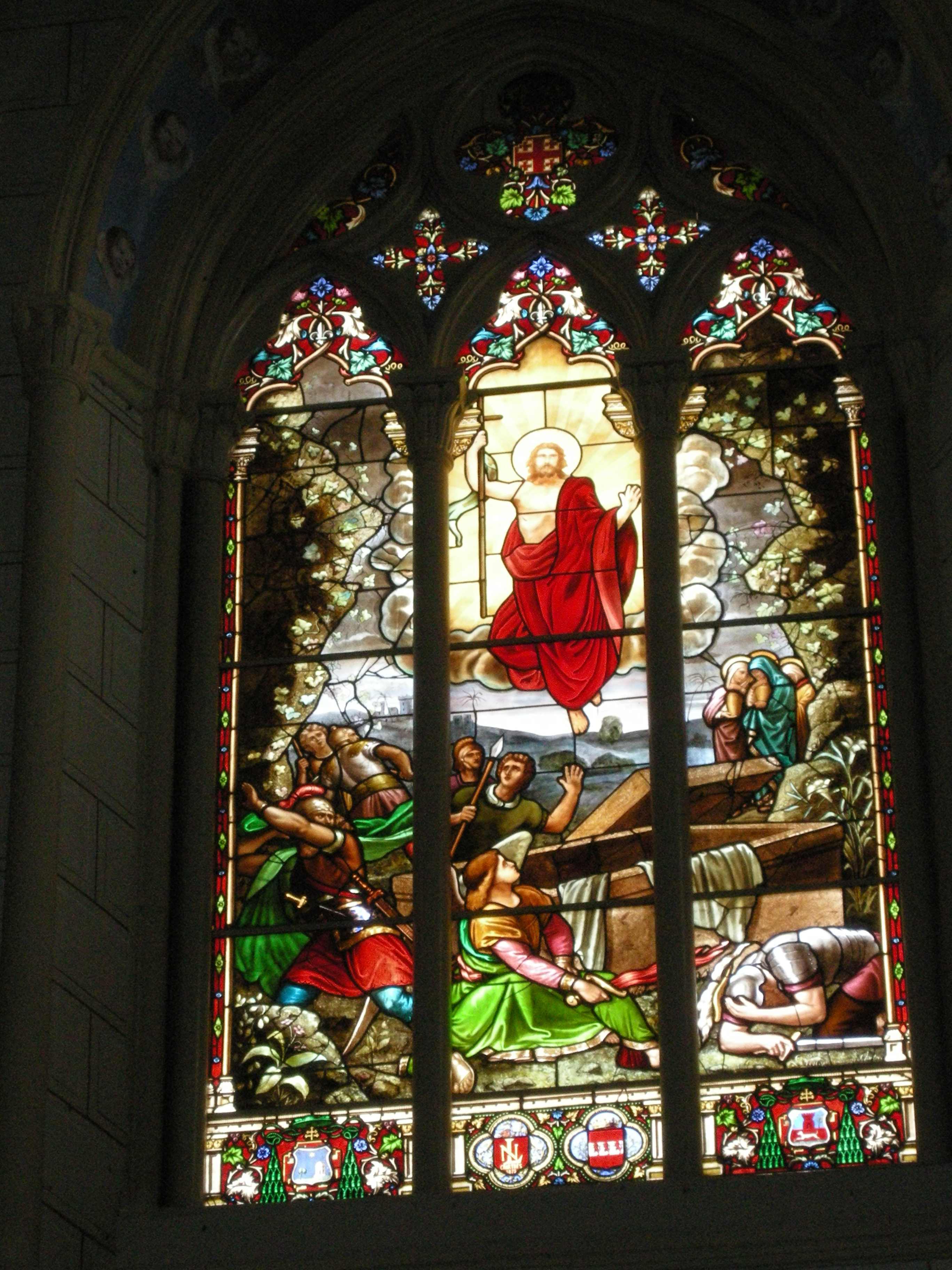
Vitrail représentant la Résurrection du Christ

L'église est de plan basilical. Le maître-autel est flanqué à droite de l'autel du Saint-Sacrement, et à gauche de l'autel de Saint-Joseph, au nord. Le maître-autel recouvert de feuilles d'or est l'œuvre de la Maison Poussielgue de Paris, d'après des dessins d'élèves de Viollet-le-Duc. L'empereur François-Joseph en fut le donateur principal. Des statues sculptées par Désiré Froc-Robert dominent l'autel. Elles représentent saint Louis et la couronne d'épines, sainte Hélène, saint Jacques et saint Jean-Baptiste. Napoléon III a offert la représentation de la Vierge et de l'Enfant-Jésus à gauche.

## Patrimoine
- On remarque au milieu du flanc droit l'autel de Notre-Dame des Douleurs, et en face de l'autre côté une réplique exacte de la statue de saint Pierre de la basilique Saint-Pierre de Rome, à côté de l'autel du Cœur Immaculé de Marie[4]. Cet autel est surmonté d'un tableau de la Vierge de l'école de Murillo et flanqué des statues des saints Cyrille et Méthode.
- À droite de l'autel de Notre-Dame des Douleurs, se trouve l'autel du Saint-Esprit.
- L'église est ornée de nombreuses statues et de vitraux dans le goût néogothique, issus de l'atelier Lorin de Chartres.
- Le tableau au-dessus de l'autel du Saint-Esprit représentant la Pentecôte, avec la Vierge Marie entourée des apôtres, est remarquable. Les fresques des voûtes sont l'œuvre de Vincenzo Pacelli.
- Le sol est recouvert d'un pavement de marbre blanc de Livourne (comme les marches des autels) entouré de pierre noire de la Mer Morte.
- La chaire de bois de style néogothique est l'œuvre de la Maison Poussielgue et a été donnée par des fidèles parisiens.
- L'orgue provient de la Maison Bassani, de Venise.
- La crypte accueille plusieurs sépultures d'ecclésiastiques.

## Illustrations

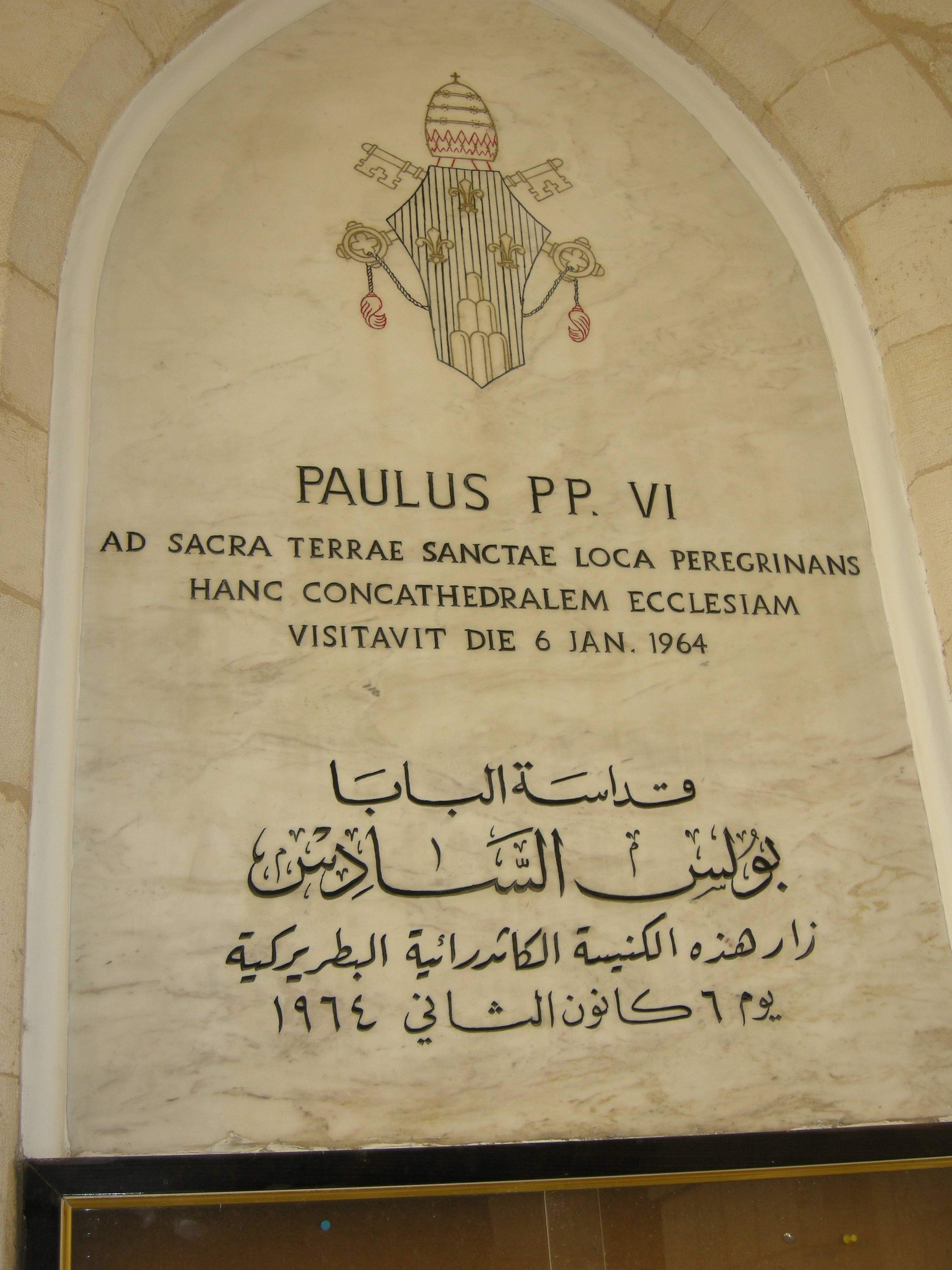
Plaque commémorant la venue de Paul VI
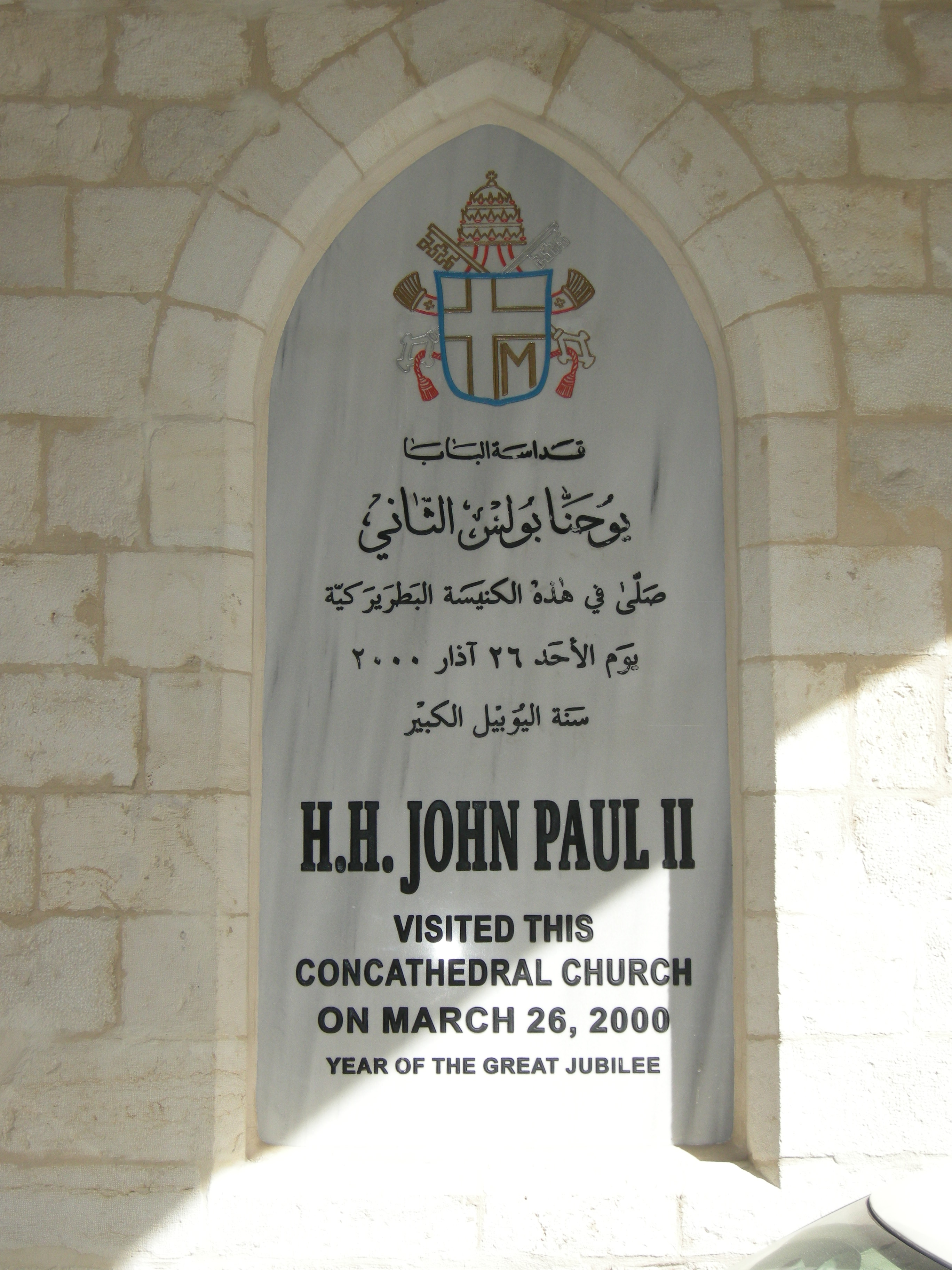
Plaque commémorant la venue de Jean-Paul II
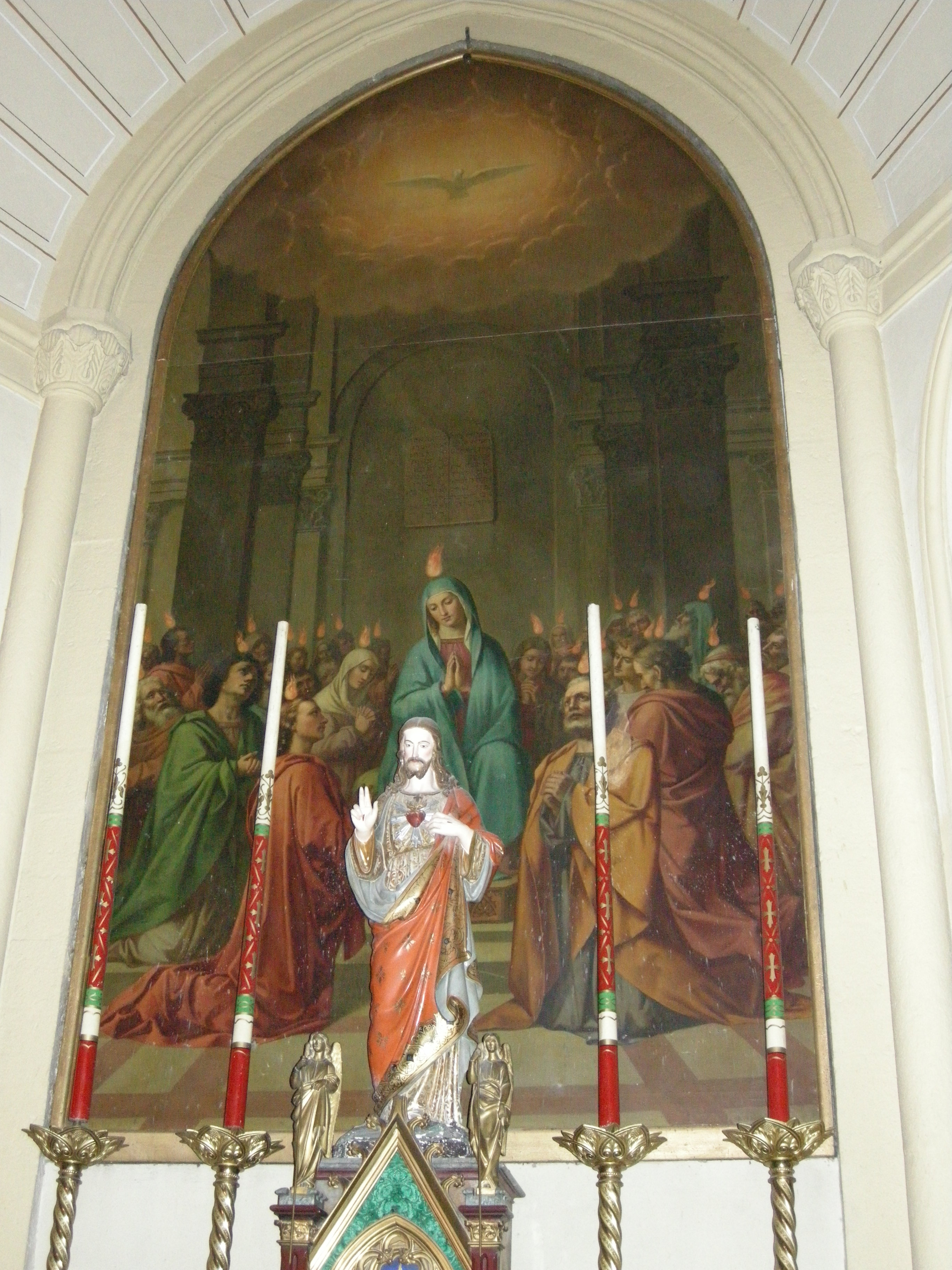
Autel du Saint-Esprit
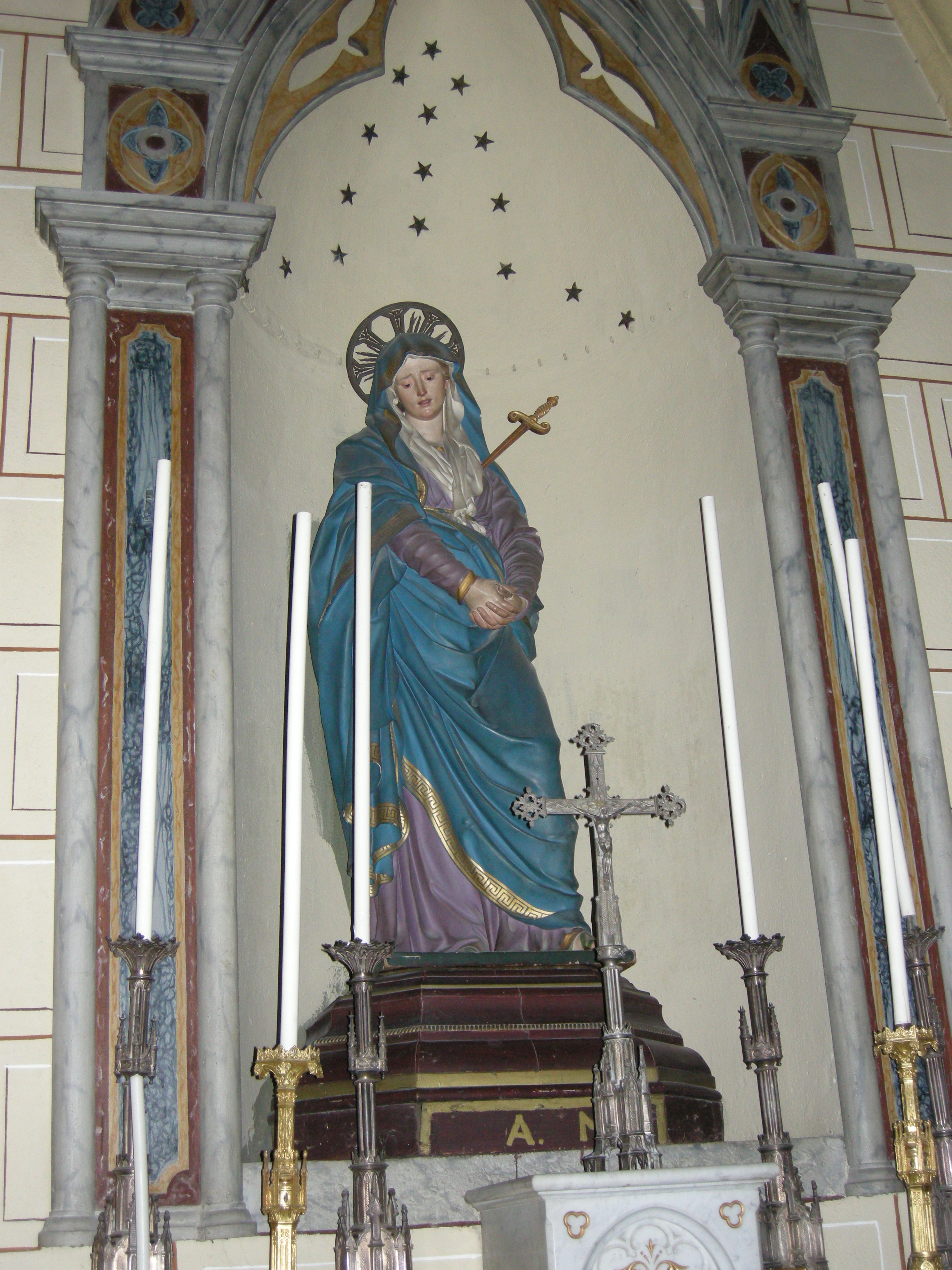
Autel de Notre-Dame des Douleurs